# 工藤章 (経済学者)
工藤 章（くどう あきら、1946年10月 - ）は、日本の経済学者、歴史学者。東京大学名誉教授。専門はドイツ経済史、国際企業関係史。

## 略歴
東京都出身。1969年6月東京大学経済学部卒業。1975年3月東京大学大学院経済学研究科博士課程単位取得退学。
東京大学社会科学研究所助手、信州大学経済学部助教授、東京大学教養学部助教授、東京大学社会科学研究所助教授を経て、1992年4月東京大学社会科学研究所教授。 2010年3月同大学定年退職、名誉教授となる。

## 著書

### 単著
- 『日独企業関係史』（有斐閣、1992年）
- 『イー・ゲー・ファルベンの対日戦略　戦間期日独企業関係史』（東京大学出版会、1992年）
- 『現代ドイツ化学企業史　IGファルベンの成立・展開・解体』（ミネルヴァ書房、1999年）
- 『20世紀ドイツ資本主義　国際定位と大企業体制』（東京大学出版会、1999年）
- 『日独経済関係史序説』（桜井書店、2011年）

### 編集
- 『20世紀資本主義2　覇権の変容と福祉国家』（東京大学出版会、1995年）

### 共編
- （戸原四郎・戸原つね子）玉田美治『フランス資本主義　戦間期の研究』（桜井書店、2006年）
- （藤澤利治）戸原四郎『ドイツ資本主義　戦間期の研究』（桜井書店、2006年）

### 共編著
- （住谷一彦・山田誠）『ドイツ統一と東欧変革』（ミネルヴァ書房、1992年）
- （原輝史）『現代ヨーロッパ経済史』（有斐閣、1996年）
- （戸原四郎・加藤榮一）『ドイツ経済　統一後の10年』（有斐閣、2003年）
- （橘川武郎・グレン・D・フック）『現代日本企業』全3巻（有斐閣、2005年-2006年）
- （田嶋信雄）『日独関係史　一八九〇－一九四五』全3巻（東京大学出版会、2008年）
- （井原基）『企業分析と現代資本主義』（ミネルヴァ書房、2008年）
- （馬場宏二）『現代世界経済の構図』（ミネルヴァ書房、2009年）
- （田嶋信雄）『戦後日独関係史』（東京大学出版会、2014年）
- （田嶋信雄）『ドイツと東アジア 一八九〇-一九四五』（東京大学出版会、2017年）
- （藤澤利治）『ドイツ経済　ＥＵ経済の基軸』（ミネルヴァ書房、2019年）
- （熊野直樹・田嶋信雄）『ドイツ=東アジア関係史 一八九〇-一九四五──財・人間・情報』（東京大学出版会、2021年）
- （田嶋信雄・田野大輔編著、大木毅・工藤章・熊野直樹・清水雅大著）『極東ナチス人物列伝――日本・中国・「満洲国」に蠢いた異端のドイツ人たち』（作品社、2021年）

### 訳書
- アンドレ・G.フランク『世界経済危機の構造』（TBSブリタニカ、1982年）